# Ulrike Trebesius
Ulrike Trebesius, née le 17 avril 1970 à Halle, dans la Province de Saxe-Anhalt), est une femme politique allemande, membre de l'Alternative pour l'Allemagne (AfD) jusqu'en 2015.

## Biographie
Elle est élue député européen lors des élections européennes de 2014 en Allemagne. Le 6 juillet 2015, elle annonce quitter l'AfD, à la suite de l'élection de Frauke Petry à la tête du parti.